# Yrondu Musavu-King
Yrondu Musavu-King,  né le 8 janvier 1992 à Libreville (Gabon), est un footballeur international gabonais, qui possède également la nationalité française. Il évolue au poste de défenseur central, et est actuellement au Bengaluru FC en Inde.
Il est le fils d'Augustin Moussavou King (en), un homme politique gabonais.

## Carrière
Arrivé à l'âge de deux ans en France, Yrondu commence le football sous l'impulsion de ses cousins au SC Hérouville avant de rejoindre l'USON Mondeville pendant quatre ans, des benjamins aux 14 ans fédéraux. Il intègre ensuite le centre de formation du Stade Malherbe de Caen. Yrondu Musavu-King dispute son premier match professionnel le 23 novembre 2012 contre Angers. En 2013, son contrat est prolongé de deux saisons.
En mars 2013, il fait ses débuts en équipe nationale du Gabon, son pays natal, dans le cadre des qualifications pour la Coupe du monde 2014. 
Le 29 août 2013, il est prêté pour une saison à Uzès Pont du Gard, club de National. Après 19 matchs joués avec le club gardois, il revient dans son club formateur où le staff lui annonce qu'il compte sur lui la saison prochaine en Ligue 1. Durant un match amical face au Stade rennais, il inscrit le premier but de sa carrière professionnelle.
Le 28 septembre 2014, il dispute son premier match de championnat en Ligue 1 face au RC Lens (0-0). Titulaire en défense centrale lors de cette rencontre, il est à créditer d'une bonne prestation saluée par les supporters et les journalistes sportifs. Le 4 octobre 2014, il inscrit son premier but en équipe première face à l'Olympique de Marseille (9e journée, 1-2).
Pourtant, malgré ses prestations prometteuses, il n'est pas conservé par son club, la faute à de nombreuses blessures qui ne lui feront jouer que 4 matchs de Ligue 1. Sans contrat, il signe pour 5 saisons au Grenade CF.
En janvier 2016, il est prêté au FC Lorient pour couvrir les besoins du club breton après le départ de Lamine Koné à Sunderland.
Le 31 août 2016, le dernier jour du mercato, il s'engage en prêt en faveur du Toulouse FC en provenance de l'Udinese.
Le 6 août 2019, il s'engage avec Le Mans FC.

## Statistiques
| Saison                | Club                     | Championnat           | Championnat | Championnat | Coupe nationale | Coupe nationale | Coupe de la Ligue | Coupe de la Ligue | Total | Total |
| Saison                | Club                     | Division              | M.          | B.          | M.              | B.              | M.                | B.                | M.    | B.    |
| 2012-2013             | SM Caen                  | Ligue 2               | 5           | 0           | 2               | 0               | 0                 | 0                 | 7     | 0     |
| 2013-2014             | Uzès Pont du Gard (prêt) | National              | 19          | 0           | 0               | 0               | 0                 | 0                 | 19    | 0     |
| 2014-2015             | SM Caen                  | Ligue 1               | 6           | 1           | 0               | 0               | 0                 | 0                 | 6     | 1     |
| 2015-2016             | Grenade CF               | Liga                  | -           | -           | -               | -               | -                 | -                 | 0     | 0     |
| 2015-2016             | FC Lorient (prêt)        | Ligue 1               | 2           | 0           | 1               | 0               | 0                 | 0                 | 3     | 0     |
| 2016-2017             | Toulouse FC (prêt)       | Ligue 1               | 3           | 0           | 0               | 0               | 0                 | 0                 | 3     | 0     |
| 2017-2018             | Saint-Gall               | Suisse                | 15          | 1           | 2               | 0               | 0                 | 0                 | 17    | 1     |
| 2018-2019             | US Boulogne CO           | National              | 11          | 0           | 0               | 0               | 0                 | 0                 | 11    | 0     |
| 2019-2020             | Le Mans FC               | Ligue 2               | 11          | 0           | 0               | 0               | 1                 | 0                 | 12    | 0     |
| Total sur la carrière | Total sur la carrière    | Total sur la carrière | 72          | 2           | 5               | 0               | 1                 | 0                 | 78    | 2     |